# ديفيد ر. بيرنز
ديفيد ر. بيرنز (بالإنجليزية: David R. Burns)‏ سياسي من ولاية مين. كان بيرنز عضوا جمهوريا في مجلس نواب ولاية مين عن المقاطعة 138 التي تضم مقر إقامته في ألفريد وكذلك مدن أخرى في مقاطعة يورك بما في ذلك ليمريك ونيوفيلد وشابليه. خلال فترة ولايته الأولى عمل بيرنز كمرشح ممول من القطاع العام في الانتخابات وعمل في لجنة الضرائب. حصل على بكالوريوس إدارة الأعمال من جامعة كونكورديا تكساس. خدم 20 عاما في القوات البرية للولايات المتحدة.
في 30 نوفمبر 2011 قضت لجنة الأخلاقيات في مين بأن بيرنز قد كسر قواعد تمويل الحملات خلال حملته لعام 2010. أعلنت لجنة الأخلاقيات أن بيرنز مدين بأكثر من 2000 دولار لانتهاكه قانون الولاية فيما يتعلق باستخدام الأموال العامة بما في ذلك اختلاط الأموال الشخصية وأموال الحملات وتزوير الوثائق وغيرها من المخالفات. طلبت اللجنة أيضا من المدعي العام في مين وليام شنايدر فتح تحقيق جنائي وفرض غرامة كبيرة على الانتهاكات التي وصفها رئيس اللجنة والتر ماكي بأنها «محيرة للعقل».
في 31 يناير 2012 استقال بيرنز من مجلس نواب مين بعد إجراء تحقيق من قبل النائب العام في مين. في وقت سابق من نفس اليوم دعت ممثلة الدولة الديمقراطية الرائدة إميلي كين إلى الاستقالة الفورية لبيرنز.
بعد إدانته بتهمة التزوير والسرقة فيما يتعلق بحملته الانتخابية لعام 2010 فقد حكم عليه بالسجن لمدة ستة أشهر.